# Полвика (Салерно)
Полвика је насеље у Италији у округу Салерно, региону Кампанија.
Према процени из 2011. у насељу је живело 346 становника. Насеље се налази на надморској висини од 314 м.